# Waldo's People

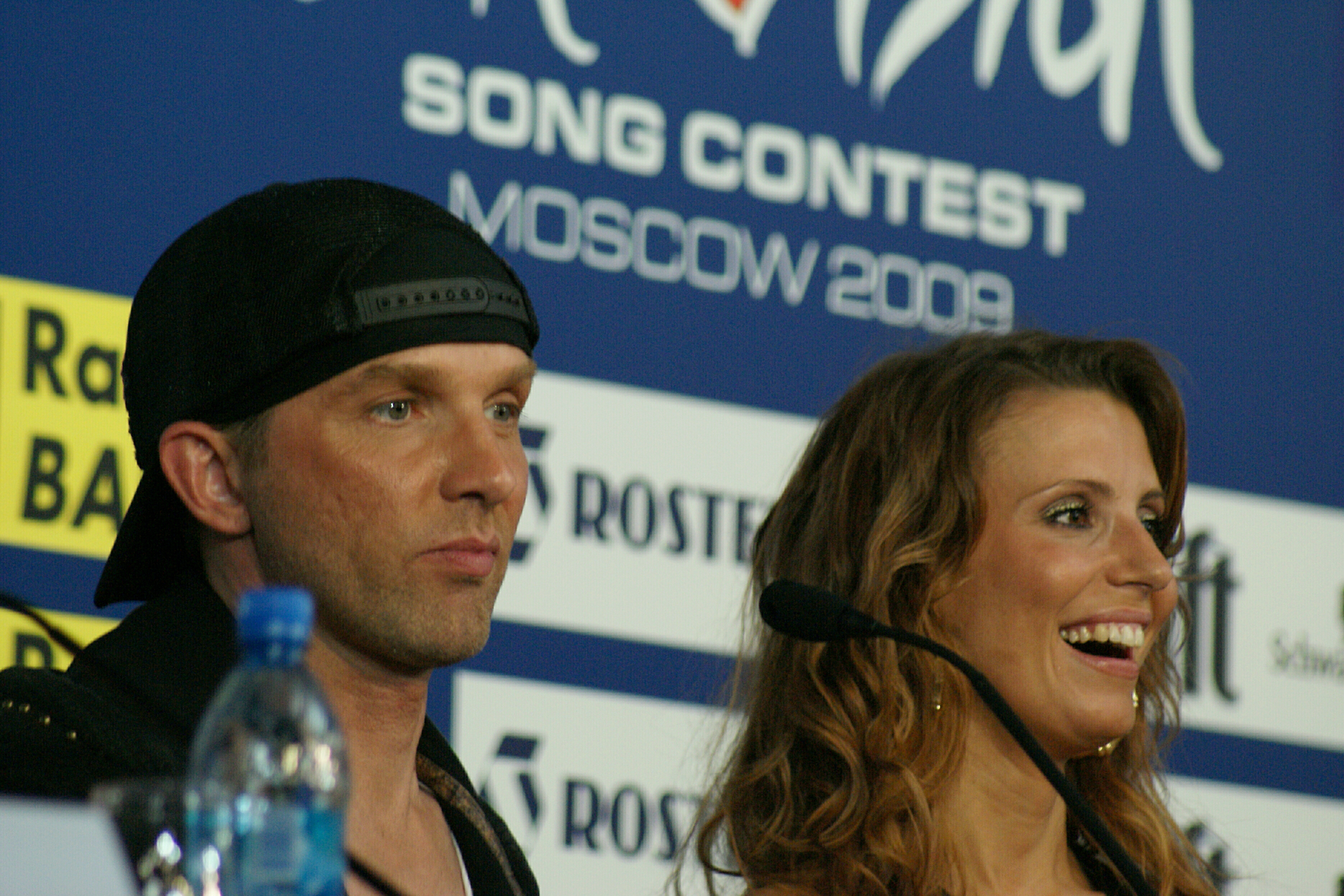
Waldo's People in 2009

Waldo's People is een Finse eurodance band die actief is sinds 1998.
In 2009 won de band de Finse voorronde voor het Eurovisiesongfestival 2009 met het lied Lose Control. In de finale op 16 mei 2009 eindigden ze op de laatste plaats met 22 punten.

## Discografie

### Albums
- Waldo's People (RCA/Blue Bubble 1998)
- No Man's Land (RCA 2000)
- Greatest Hits (Sony BMG 2008)
- Paranoid (Sony BMG 2009)

### Singles
- "U Drive Me Crazy" (RCA/Blue Bubble 1998)
- "I Dream" (RCA/Blue Bubble 1998)
- "Let's Get Busy" (RCA/Blue Bubble 1998)
- "No Man's Land" (RCA 2000)
- "1000 Ways" (RCA 2000)
- "1000 Ways (Remixes)" (RCA 2000)
- "Bounce (To The Rhythm Divine)" (RCA 2000)
- "Back Again" (Sony BMG 2008)
- "Emperor's Dawn" (Sony BMG 2008)
- "Lose Control" (Sony BMG 2009)

1961: Laila Kinnunen · 
1962: Marion Rung · 
1963: Laila Halme · 
1964: Lasse Mårtenson · 
1965: Viktor Klimenko · 
1966: Ann-Christine Nyström · 
1967: Fredi · 
1968: Kristina Hautala · 
1969: Jarkko & Laura · 
1971: Markku Aro & Koivistolaiset · 
1972: Päivi Paunu & Kim Floor · 
1973: Marion Rung · 
1974: Carita · 
1975: Pihasoittajat · 
1976: Fredi & The Friends · 
1977: Monica Aspelund · 
1978: Seija Simola · 
1979: Katri Helena · 
1980: Vesa-Matti Loiri · 
1981: Riki Sorsa · 
1982: Kojo · 
1983: Ami Aspelund · 
1984: Kirka · 
1985: Sonja Lumme · 
1986: Kari Kuivalainen · 
1987: Vicky Rosti & Boulevard · 
1988: Boulevard · 
1989: Anneli Saaristo · 
1990: Beat · 
1991: Kaija · 
1992: Pave · 
1993: Katri Helena · 
1994: CatCat · 
1996: Jasmine · 
1998: Edea · 
2000: Nina Åström · 
2002: Laura · 
2004: Jari Sillanpää · 
2005: Geir Rönning · 
2006: Lordi · 
2007: Hanna Pakarinen · 
2008: Teräsbetoni · 
2009: Waldo's People · 
2010: Kuunkuiskaajat · 
2011: Paradise Oskar · 
2012: Pernilla Karlsson · 
2013: Krista Siegfrids · 
2014: Softengine · 
2015: Pertti Kurikan Nimipäivät · 
2016: Sandhja · 
2017: Norma John · 
2018: Saara Aalto · 
2019: Darude feat. Sebastian Rejman · 
2021: Blind Channel · 
2022: The Rasmus · 
2023: Käärijä · 
2024: Windows95Man ·
2025: Erika Vikman